# Liste des monuments historiques de Marseille

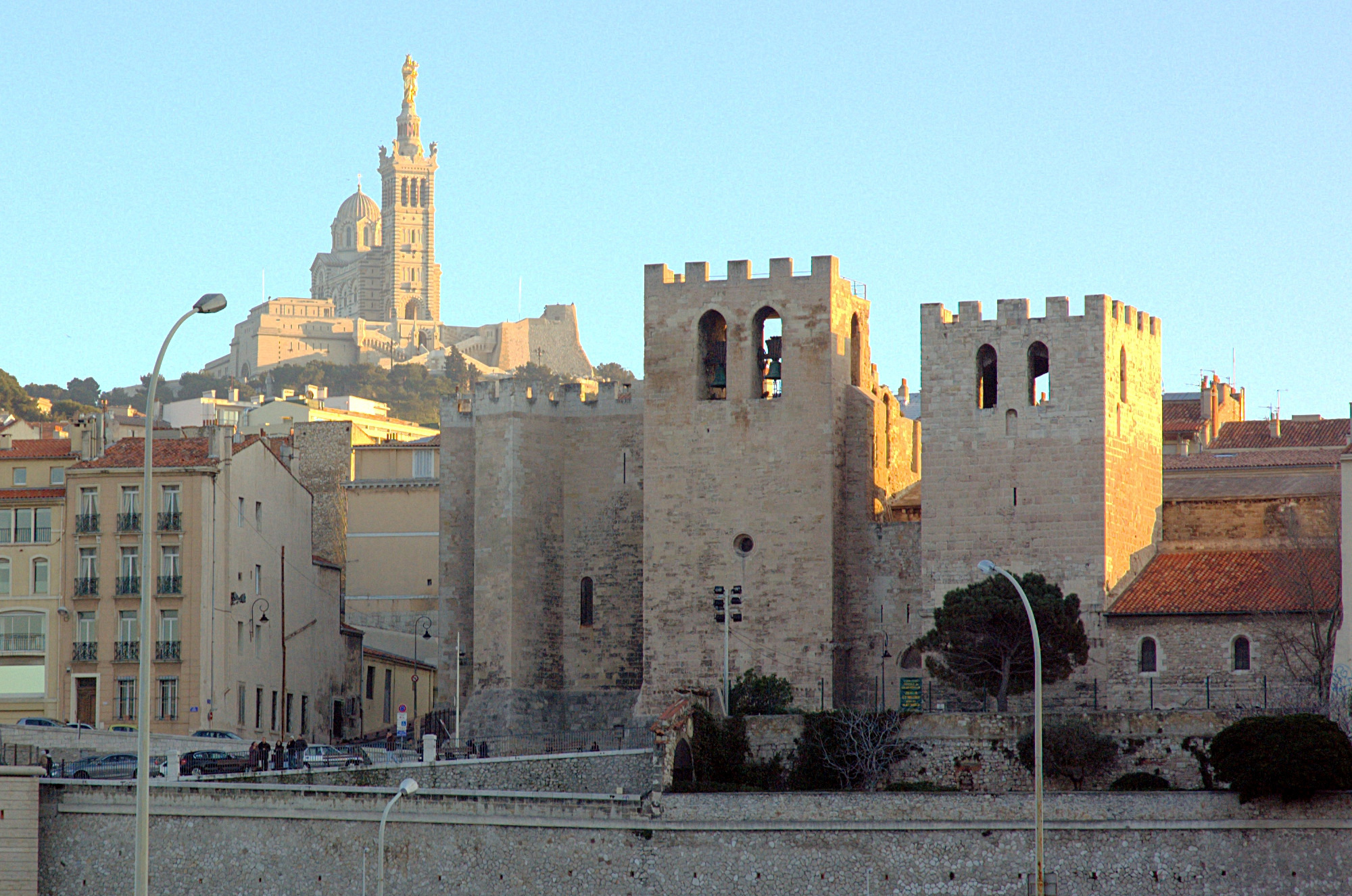
L'abbaye Saint-Victor (classée MH) et la basilique Notre-Dame de la Garde (pas MH)

Cet article recense les monuments historiques de Marseille, en France.

## Statistiques
Marseille compte 112 édifices comportant au moins une protection au titre des monuments historiques, soit 17 % des monuments historiques du département des Bouches-du-Rhône. Bien que 2e commune de France par la population, Marseille n'est que la 22e commune par nombre de protections. Dans les Bouches-du-Rhône, Aix-en-Provence en compte plus, bien que de taille nettement inférieure. 44 édifices comportent au moins une partie classée ; les 68 autres sont uniquement inscrits.
Le graphique suivant résume le nombre d'actes de protection par décennies (ou par année avant 1880) :

## Liste
| Monument                                                                | Adresse                                                                    | Coordonnées                      | Notice         | Protection     | Date                 | Illustration                                                         |
| ----------------------------------------------------------------------- | -------------------------------------------------------------------------- | -------------------------------- | -------------- | -------------- | -------------------- | -------------------------------------------------------------------- |
| Abbaye Saint-Victor                                                     | Place Saint-Victor                                                         | 43° 17′ 26″ nord, 5° 21′ 56″ est | « PA00081323 » | Classé         | 1840 1862            | Abbaye Saint-Victor                                                  |
| Ancien atelier Nadar (disparu)                                          | La Canebière                                                               | 43° 17′ 52″ nord, 5° 22′ 50″ est | « PA13000075 » | Inscrit        | 2012 détruit en 2014 | Ancien atelier Nadar (disparu)                                       |
| Arsenal des galères                                                     | 23 Cours Honoré-d'Estienne-d'Orves                                         | 43° 17′ 33″ nord, 5° 22′ 24″ est | « PA00081324 » | Inscrit        | 1978                 | Arsenal des galères                                                  |
| Basilique du Sacré-Cœur                                                 | 83 Avenue du Prado                                                         | 43° 16′ 55″ nord, 5° 23′ 13″ est |                | Inscrit        | 2024                 | Basilique du Sacré-Cœur                                              |
| Bastide Flotte de la Buzine                                             | 23, rue Balthazar-Dieudé                                                   | 43° 17′ 33″ nord, 5° 22′ 53″ est | « PA13000070 » | Inscrit        | 2013                 | Bastide Flotte de la Buzine                                          |
| Bastide de Montgolfier-la-Tour-du-Pin                                   | Traverse Cade                                                              | 43° 20′ 21″ nord, 5° 23′ 49″ est | « PA00125711 » | Inscrit        | 1993                 | Bastide de Montgolfier-la-Tour-du-Pin                                |
| Bastide de Tour Sainte                                                  | 72 Chemin des Bessons                                                      | 43° 20′ 44″ nord, 5° 23′ 15″ est | « PA13000036 » | Inscrit        | 2001                 | Bastide de Tour Sainte                                               |
| Bastide du Vallon Giraudy                                               | Chemin des Bessons                                                         | 43° 21′ 06″ nord, 5° 23′ 11″ est | « PA00135622 » | Inscrit        | 1995                 | Image manquante Téléverser                                           |
| Carrière antique de la Corderie                                         | Boulevard de la Corderie                                                   | 43° 17′ 24″ nord, 5° 22′ 04″ est | « PA13000087 » | Classé         | 2018                 | Carrière antique de la Corderie                                      |
| Cathédrale Sainte-Marie-Majeure                                         | Place de la Major                                                          | 43° 18′ 01″ nord, 5° 21′ 53″ est | « PA00081326 » | Classé         | 1906 2025            | Cathédrale Sainte-Marie-Majeure                                      |
| Cathédrale de la vieille Major                                          | Place de la Major                                                          | 43° 17′ 58″ nord, 5° 21′ 55″ est | « PA00081336 » | Classé         | 1840                 | Cathédrale de la vieille Major                                       |
| Caves Saint-Sauveur                                                     | Place de Lenche                                                            | 43° 17′ 52″ nord, 5° 21′ 57″ est | « PA00081327 » | Classé         | 1840                 | Image manquante Téléverser                                           |
| Chapelle du lycée Thiers (ou Chapelle des Bernardines)                  | 17, Boulevard Garibaldi                                                    | 43° 17′ 47″ nord, 5° 22′ 54″ est | « PA00081330 » | Classé         | 1952                 | Chapelle du lycée Thiers (ou Chapelle des Bernardines)               |
| Chapelle des Pénitents blancs du Saint-Esprit                           | 3 montée du Saint-Esprit                                                   | 43° 17′ 52″ nord, 5° 22′ 09″ est | « PA00081328 » | Inscrit        | 1932                 | Image manquante Téléverser                                           |
| Chapelle des Pénitents noirs                                            | 6 rue du Bon-Jésus                                                         | 43° 18′ 01″ nord, 5° 22′ 08″ est | « PA00081329 » | Classé         | 1931                 | Chapelle des Pénitents noirs                                         |
| Château Borély                                                          | Avenue Clot-Bey                                                            | 43° 15′ 27″ nord, 5° 22′ 55″ est | « PA00081332 » | Classé         | 1936                 | Château Borély                                                       |
| Château de la Buzine                                                    | Traverse de La Buzine                                                      | 43° 17′ 43″ nord, 5° 30′ 09″ est | « PA13000014 » | Inscrit        | 1997                 | Château de la Buzine                                                 |
| Château d'If                                                            | Île d'If                                                                   | 43° 16′ 47″ nord, 5° 19′ 31″ est | « PA00081333 » | Classé         | 1926                 | Château d'If                                                         |
| Château Régis                                                           | 59 avenue de Saint-Menet                                                   | 43° 17′ 23″ nord, 5° 30′ 01″ est | « PA13000010 » | Inscrit        | 1996                 | Château Régis                                                        |
| Château de la Reynarde                                                  | Avenue de Saint-Menet                                                      | 43° 17′ 23″ nord, 5° 30′ 20″ est | « PA13000011 » | Inscrit        | 1996                 | Château de la Reynarde                                               |
| Bastide dite Château Valmante                                           | 143 Traverse de la Gouffonne                                               | 43° 14′ 50″ nord, 5° 24′ 53″ est | « PA13000104 » | Classé         | 2022 2025            | Image manquante Téléverser                                           |
| Chaudron de l'Estaque                                                   | 110 boulevard Roger-Chieusse                                               | 43° 21′ 39″ nord, 5° 18′ 54″ est | « PA13000021 » | Inscrit        | 1998                 | Chaudron de l'Estaque                                                |
| Cimetière Saint-Pierre tombeau de Camille Olive                         | 380 rue Saint-Pierre                                                       | 43° 17′ 22″ nord, 5° 24′ 54″ est | « PA13000071 » | Inscrit        | 2014                 | Cimetière Saint-Pierretombeau de Camille Olive                       |
| Colonne du Dévouement ou colonne de la Peste                            | square de la rue de la Bibliothèque                                        | 43° 17′ 43″ nord, 5° 23′ 01″ est | « PA13000105 » | Inscrit        | 2022                 | Colonne du Dévouement ou colonne de la Peste                         |
| Colonne d'Homère                                                        | Place du 5-Novembre                                                        | 43° 17′ 39″ nord, 5° 22′ 51″ est | « PA13000106 » | Inscrit        | 2022                 | Colonne d'Homère                                                     |
| Colonne Puget                                                           | 25 rue de Rome 21 rue de la Palud                                          | 43° 17′ 41″ nord, 5° 22′ 44″ est | « PA13000108 » | Inscrit        | 2022                 | Colonne Puget                                                        |
| Colonne Puget du Jardin de la Colline Puget                             | Cours Pierre Puget                                                         | 43° 17′ 23″ nord, 5° 22′ 14″ est | « PA13000107 » | Inscrit        | 2022                 | Image manquante Téléverser                                           |
| Consigne sanitaire                                                      | Quai du Port                                                               | 43° 17′ 42″ nord, 5° 21′ 49″ est | « PA00081325 » | Inscrit        | 1949                 | Consigne sanitaire                                                   |
| Domaine Borély                                                          | Avenue du Parc Borély                                                      | 43° 15′ 37″ nord, 5° 22′ 59″ est |                | Inscrit        | 2024                 | Domaine Borély                                                       |
| Couvent Saint-Lazare dit des Dominicains                                | 35 rue Edmond-Rostand                                                      | 43° 17′ 10″ nord, 5° 22′ 52″ est | « PA00135623 » | Inscrit        | 1995                 | Couvent Saint-Lazare dit des Dominicains                             |
| Vestiges des docks romains                                              | 28 place Vivaux                                                            | 43° 17′ 48″ nord, 5° 22′ 06″ est | « PA00081335 » | Classé         | 1959                 | Vestiges des docks romains                                           |
| Domaine de la Cavalière                                                 | 124bis avenue des Caillols                                                 | 43° 18′ 08″ nord, 5° 26′ 07″ est | « PA13000051 » | Inscrit        | 2006                 | Image manquante Téléverser                                           |
| Domaine de la Roserie                                                   | Chemin des Bessons                                                         | 43° 20′ 39″ nord, 5° 23′ 30″ est | « PA00081512 » | Inscrit        | 1991                 | Domaine de la Roserie                                                |
| Ancien observatoire                                                     | 27 montée des Accoules                                                     | 43° 17′ 51″ nord, 5° 22′ 01″ est | « PA13000085 » | Inscrit        | 2017                 | Ancien observatoire                                                  |
| École nationale de danse de Marseille                                   | 20 boulevard de Gabès                                                      | 43° 15′ 50″ nord, 5° 23′ 05″ est |                | Inscrit        | 2024                 | École nationale de danse de Marseille                                |
| Écoles des Beaux-Arts et d'Architecture de Marseille - Luminy           | 184 avenue de Luminy                                                       | 43° 13′ 43″ nord, 5° 26′ 06″ est |                | Inscrit        | 2024                 | Écoles des Beaux-Arts et d'Architecture de Marseille - Luminy        |
| Église des Chartreux de Marseille                                       | Place Edmond-Audran                                                        | 43° 18′ 22″ nord, 5° 24′ 06″ est | « PA13000095 » | Classé         | 2020 2025            | Église des Chartreux de Marseille                                    |
| Église des Grands-Carmes                                                | Place des Grands Carmes                                                    | 43° 18′ 02″ nord, 5° 22′ 20″ est | « PA00081338 » | Classé         | 1983                 | Église des Grands-Carmes                                             |
| Église de la mission de France                                          | 44-44bis rue du Tapis-Vert                                                 | 43° 17′ 55″ nord, 5° 22′ 47″ est | « PA00081337 » | Inscrit        | 1965                 | Église de la mission de France                                       |
| Église Notre-Dame-des-Accoules (clocher)                                | Place Daviel                                                               | 43° 17′ 52″ nord, 5° 22′ 08″ est | « PA00081334 » | Inscrit        | 1964                 | Église Notre-Dame-des-Accoules(clocher)                              |
| Église Saint-Cannat                                                     | Place des Prêcheurs                                                        | 43° 17′ 54″ nord, 5° 22′ 23″ est | « PA00081339 » | Inscrit        | 1926                 | Église Saint-Cannat                                                  |
| Église Saint-Charles intra-muros                                        | 64 rue Grignan                                                             | 43° 17′ 31″ nord, 5° 22′ 31″ est |                | Inscrit        | 2024                 | Église Saint-Charles intra-muros                                     |
| Église Saint-Ferréol-les-Augustins                                      | 3 Quai des Belges                                                          | 43° 17′ 47″ nord, 5° 22′ 28″ est |                | Inscrit        | 2024                 | Église Saint-Ferréol-les-Augustins                                   |
| Église Saint-Joseph                                                     | 126 rue Paradis                                                            | 43° 17′ 17″ nord, 5° 22′ 44″ est | « PA13000015 » | Classé         | 1999                 | Église Saint-Joseph                                                  |
| Église Saint-Laurent                                                    | Parvis Saint-Laurent                                                       | 43° 17′ 45″ nord, 5° 21′ 48″ est | « PA00081340 » | Classé         | 1921 1950            | Église Saint-Laurent                                                 |
| Église Saint-Louis                                                      | 20 chemin de Saint-Louis au Rove                                           | 43° 20′ 54″ nord, 5° 21′ 29″ est | « PA00081502 » | Inscrit        | 1989                 | Église Saint-Louis                                                   |
| Église Saint-Nicolas-de-Myre                                            | 19 rue Edmond-Rostand                                                      | 43° 17′ 19″ nord, 5° 22′ 49″ est | « PA13000083 » | Inscrit        | 2016                 | Église Saint-Nicolas-de-Myre                                         |
| Église Saint-Théodore                                                   | 1 rue de l'Étoile 3 rue des Dominicaines                                   | 43° 18′ 00″ nord, 5° 22′ 34″ est | « PA00081341 » | Classé         | 1991                 | Église Saint-Théodore                                                |
| Église paroissiale Saint-Vincent-de-Paul-les-Réformés                   | 8, cours Franklin-Roosevelt                                                | 43° 17′ 56″ nord, 5° 23′ 09″ est | « PA13000088 » | inscrit        | 2015                 | Église paroissiale Saint-Vincent-de-Paul-les-Réformés                |
| Escalier monumental d'accès à la gare Saint-Charles                     | boulevard d'Athènes                                                        | 43° 18′ 06″ nord, 5° 22′ 50″ est | « PA13000109 » | Inscrit        | 2022                 | Escalier monumental d'accès à la gare Saint-Charles                  |
| Fontaine dite Coste                                                     | Place de la Joliette                                                       | 43° 18′ 18″ nord, 5° 21′ 57″ est | « PA13000114 » | Inscrit        | 2023                 | Image manquante Téléverser                                           |
| Fontaine d'Amphitrite                                                   | Place Joseph-Étienne                                                       | 43° 17′ 21″ nord, 5° 22′ 00″ est | « PA13000116 » | Inscrit        | 2023                 | Image manquante Téléverser                                           |
| Fontaine Cantini                                                        | Place Castellane                                                           | 43° 17′ 09″ nord, 5° 23′ 01″ est | « PA13000115 » | Classé         | 2023 2025            | Fontaine Cantini                                                     |
| Fontaine des Danaïdes                                                   | Square Stalingrad                                                          | 43° 17′ 58″ nord, 5° 23′ 07″ est | « PA13000119 » | Classé         | 2023 2025            | Fontaine des Danaïdes                                                |
| Fontaine Estrangin                                                      | Place Estrangin-Pastré                                                     | 43° 17′ 25″ nord, 5° 22′ 40″ est | « PA13000118 » | Classé         | 2023 2025            | Fontaine Estrangin                                                   |
| Fontaine Fossati                                                        | Place des Capucines                                                        | 43° 17′ 57″ nord, 5° 22′ 50″ est | « PA00081343 » | Classé         | 1941                 | Fontaine Fossati                                                     |
| Fort Saint-Jean                                                         | Avenue Vaudoyer                                                            | 43° 17′ 43″ nord, 5° 21′ 43″ est | « PA00081344 » | Classé         | 1964                 | Fort Saint-Jean                                                      |
| Fort Saint-Nicolas                                                      | Boulevard Charles-Livon                                                    | 43° 17′ 28″ nord, 5° 21′ 45″ est | « PA00081345 » | Classé         | 1969                 | Fort Saint-Nicolas                                                   |
| Gare de L'Estaque                                                       | 16 avenue de Caronte                                                       | 43° 21′ 49″ nord, 5° 19′ 17″ est | « PA13000065 » | Inscrit        | 2012                 | Gare de L'Estaque                                                    |
| Grande synagogue                                                        | 117-119 rue Breteuil                                                       | 43° 17′ 13″ nord, 5° 22′ 38″ est | « PA13000053 » | Inscrit        | 2007                 | Grande synagogue                                                     |
| Grotte Cosquer Grotte du Figuier Grotte du Renard Grotte de la Triperie | Cap Morgiou                                                                | 43° 12′ 10″ nord, 5° 26′ 57″ est | « PA00081518 » | Classé         | 1992                 | Grotte CosquerGrotte du FiguierGrotte du RenardGrotte de la Triperie |
| Grotte-ermitage des Aygalades                                           | Cimetière des Aygalades                                                    | 43° 21′ 33″ nord, 5° 21′ 43″ est | « PA00081517 » | Classé Inscrit | 1992 1994            | Grotte-ermitage des Aygalades                                        |
| Hôpital Caroline                                                        | Île Ratonneau                                                              | 43° 17′ 00″ nord, 5° 19′ 09″ est | « PA00081346 » | Inscrit        | 1980                 | Hôpital Caroline                                                     |
| Hôtel de Cabre                                                          | 85 Grande-Rue                                                              | 43° 17′ 51″ nord, 5° 22′ 17″ est | « PA00081363 » | Classé         | 1926 1941            | Hôtel de Cabre                                                       |
| Hôtel du Commandant du 15e corps                                        | 11 rue Armény                                                              | 43° 17′ 26″ nord, 5° 22′ 43″ est | « PA00081347 » | Inscrit        | 1930                 | Hôtel du Commandant du 15e corps                                     |
| Hôtel Daviel                                                            | Place Daviel                                                               | 43° 17′ 51″ nord, 5° 22′ 09″ est | « PA00081348 » | Classé         | 1945                 | Hôtel Daviel                                                         |
| Hôtel-Dieu                                                              | 6 place Daviel                                                             | 43° 17′ 54″ nord, 5° 22′ 11″ est | « PA00081349 » | Inscrit        | 1963                 | Hôtel-Dieu                                                           |
| Hôtel Hubaud                                                            | 38 rue Longue-des-Capucins                                                 | 43° 17′ 53″ nord, 5° 22′ 45″ est | « PA00081350 » | Inscrit        | 1943                 | Hôtel Hubaud                                                         |
| Hôtel Louvre et Paix                                                    | 49-51-53-55-57 Canebière Rue des Récollettes Rue Vincent-Scotto            | 43° 17′ 49″ nord, 5° 22′ 43″ est | « PA00081351 » | Classé         | 1982                 | Hôtel Louvre et Paix                                                 |
| Hôtel Olive                                                             | 49-51 cours Pierre-Puget 28 rue Roux-de-Brignoles                          | 43° 17′ 24″ nord, 5° 22′ 28″ est | « PA13000084 » | Inscrit        | 2016                 | Image manquante Téléverser                                           |
| Hôtel Pascal                                                            | 52 rue Paradis                                                             | 43° 17′ 32″ nord, 5° 22′ 38″ est | « PA00081352 » | Inscrit        | 1949                 | Hôtel Pascal                                                         |
| Hôtel Pesciolini                                                        | 1 rue Nationale                                                            | 43° 17′ 57″ nord, 5° 22′ 35″ est | « PA00081364 » | Classé         | 1929 2025            | Hôtel Pesciolini                                                     |
| Hôtel de préfecture des Bouches-du-Rhône                                | Place de la Préfecture                                                     | 43° 17′ 25″ nord, 5° 22′ 48″ est | « PA00081353 » | Inscrit        | 1979                 | Hôtel de préfecture des Bouches-du-Rhône                             |
| Hôtel Roux de Corse (actuel lycée Montgrand)                            | 13 rue Montgrand                                                           | 43° 17′ 29″ nord, 5° 22′ 44″ est | « PA13000016 » | Inscrit        | 1997                 | Hôtel Roux de Corse(actuel lycée Montgrand)                          |
| Hôtel Salomon                                                           | 38 rue Caisserie                                                           | 43° 17′ 49″ nord, 5° 22′ 03″ est |                | Inscrit        | 2024                 | Image manquante Téléverser                                           |
| Hôtel de ville                                                          | Quai du Port                                                               | 43° 17′ 47″ nord, 5° 22′ 12″ est | « PA00081354 » | Classé         | 1948                 | Hôtel de ville                                                       |
| Îlot urbain grec du collège du Vieux-Port                               | 2 rue des Martégales                                                       | 43° 17′ 47″ nord, 5° 21′ 55″ est | « PA13000050 » | Classé         | 2009                 | Image manquante Téléverser                                           |
| Immeuble au 32-34, La Canebière à Marseille                             | 32-34 Canebière                                                            | 43° 17′ 46″ nord, 5° 22′ 39″ est | « PA00081355 » | Inscrit        | 1949                 | Immeuble au 32-34, La Canebière à Marseille                          |
| Immeuble au 36, La Canebière à Marseille                                | 36 Canebière                                                               | 43° 17′ 46″ nord, 5° 22′ 39″ est | « PA00081356 » | Inscrit        | 1949                 | Immeuble au 36, La Canebière à Marseille                             |
| Immeuble au 40, La Canebière à Marseille                                | 40 Canebière Cours Saint-Louis                                             | 43° 17′ 46″ nord, 5° 22′ 39″ est | « PA00081357 » | Inscrit        | 1949                 | Immeuble au 40, La Canebière à Marseille                             |
| Immeuble au 1, rue Molière à Marseille                                  | 1 rue Molière Rue Saint-Saëns                                              | 43° 17′ 38″ nord, 5° 22′ 34″ est | « PA00081358 » | Inscrit        | 1965                 | Immeuble au 1, rue Molière à Marseille                               |
| Immeuble au 42-66, quai du Port à Marseille                             | 42-66 quai du Port                                                         | 43° 17′ 47″ nord, 5° 22′ 16″ est | « PA00125713 » | Inscrit        | 1993                 | Immeuble au 42-66, quai du Port à Marseille                          |
| Immeuble au 55, boulevard Rodocanachi à Marseille                       | 55 boulevard Rodocanachi                                                   | 43° 16′ 27″ nord, 5° 23′ 09″ est | « PA00081359 » | Inscrit        | 1980                 | Immeuble au 55, boulevard Rodocanachi à Marseille                    |
| Immeuble au 1, rue Saint-Ferréol                                        | 1 rue Saint-Ferréol Canebière                                              | 43° 17′ 45″ nord, 5° 22′ 37″ est | « PA00081360 » | Inscrit        | 1949                 | Immeuble au 1, rue Saint-Ferréol                                     |
| Maison Diamantée (ancien musée du Vieux Marseille)                      | 13 rue de la Prison                                                        | 43° 17′ 49″ nord, 5° 22′ 10″ est | « PA00081365 » | Classé         | 1925                 | Maison Diamantée(ancien musée du Vieux Marseille)                    |
| Maison du Figaro                                                        | 1 cours Saint-Louis 12 La Canebière                                        | 43° 17′ 47″ nord, 5° 22′ 41″ est | « PA00081361 » | Inscrit        | 1949                 | Maison du Figaro                                                     |
| Maison Gaston Castel                                                    | 2 Impasse Croix-de-Régnier                                                 | 43° 17′ 56″ nord, 5° 23′ 23″ est | « PA00081362 » | Inscrit        | 1981                 | Image manquante Téléverser                                           |
| Marégraphe                                                              | 174 corniche du Président-Kennedy                                          | 43° 16′ 43″ nord, 5° 21′ 13″ est | « PA13000040 » | Classé         | 2002                 | Marégraphe                                                           |
| Mazargues War Cemetery                                                  | Avenue de Lattre-de-Tassigny                                               | 43° 14′ 56″ nord, 5° 24′ 17″ est |                | Inscrit        | 2025                 | Mazargues War Cemetery                                               |
| Monument aux héros et victimes de la mer                                | Boulevard Charles-Livon                                                    | 43° 17′ 41″ nord, 5° 21′ 30″ est | « PA13000058 » | Inscrit        | 2009                 | Monument aux héros et victimes de la mer                             |
| Monument aux Mobiles des Bouches-du-Rhône                               | Place Léon-Blum                                                            | 43° 17′ 56″ nord, 5° 23′ 04″ est |                | Inscrit        | 2024                 | Monument aux Mobiles des Bouches-du-Rhône                            |
| Monument aux morts de l'Armée d'Orient et des terres lointaines         | Corniche du Président-John-Fitzgerald-Kennedy (square Lieutenant-Danjaume) | 43° 17′ 10″ nord, 5° 21′ 02″ est | « PA13000057 » | Classé         | 2009 2011            | Monument aux morts de l'Armée d'Orient et des terres lointaines      |
| Monument au roi Alexandre Ier de Yougoslavie et à Louis Barthou         | Rue de Rome Boulevard Paul-Peytral                                         | 43° 17′ 26″ nord, 5° 22′ 51″ est | « PA13000056 » | Inscrit        | 2009                 | Monument au roi Alexandre Ier de Yougoslavie et à Louis Barthou      |
| Mosquée de l'arsenal des Galères                                        | 584 avenue du Prado                                                        | 43° 15′ 51″ nord, 5° 22′ 35″ est | « PA00081366 » | Inscrit        | 1965                 | Mosquée de l'arsenal des Galères                                     |
| Musée Grobet-Labadié                                                    | 140 boulevard Longchamp                                                    | 43° 18′ 12″ nord, 5° 23′ 35″ est | « PA13000102 » | Classé         | 2022 2025            | Musée Grobet-Labadié                                                 |
| Opéra                                                                   | Place Ernest-Reyer Rue Corneille Rue Francis-Davso Rue Molière             | 43° 17′ 36″ nord, 5° 22′ 33″ est | « PA00081367 » | Classé         | 1997                 | Opéra                                                                |
| Oppidum de Verduron                                                     | Traverse de la Vigie                                                       | 43° 22′ 17″ nord, 5° 20′ 20″ est | « PA13000039 » | Classé         | 2004                 | Oppidum de Verduron                                                  |
| Palais des Arts                                                         | 1 place Carli                                                              | 43° 17′ 45″ nord, 5° 23′ 01″ est | « PA00132789 » | Classé         | 1994 1997            | Palais des Arts                                                      |
| Palais de la Bourse (Marseille)                                         | 9 La Canebière                                                             | 43° 17′ 46″ nord, 5° 22′ 31″ est | « PA13000103 » | Inscrit        | 2022                 | Palais de la Bourse (Marseille)                                      |
| Palais épiscopal                                                        | Rue du Commissaire-Divisionnaire-Antoine-Becker                            | 43° 17′ 57″ nord, 5° 21′ 56″ est | « PA00081342 » | Inscrit        | 1978                 | Palais épiscopal                                                     |
| Palais Longchamp                                                        | Place Henri-Dunant                                                         | 43° 18′ 17″ nord, 5° 23′ 44″ est | « PA00081368 » | Classé         | 1974 1997 1999       | Palais Longchamp                                                     |
| Palais du Pharo                                                         | 58 boulevard Charles Livon                                                 | 43° 17′ 39″ nord, 5° 21′ 29″ est |                | Inscrit        | 2025                 | Palais du Pharo                                                      |
| Parc de l'unité d'habitation Le Corbusier                               | 280, boulevard Michelet                                                    | 43° 15′ 27″ nord, 5° 23′ 47″ est | « PA13000092 » | Inscrit        | 2019                 | Image manquante Téléverser                                           |
| Pavillon de partage des eaux des Chutes-Lavie                           | Rue Jeanne-Jugan Avenue des Chutes-Lavie                                   | 43° 18′ 31″ nord, 5° 23′ 48″ est | « PA13000019 » | Inscrit        | 1998                 | Pavillon de partage des eaux des Chutes-Lavie                        |
| Phare du Planier                                                        | Île du Planier                                                             | 43° 11′ 55″ nord, 5° 13′ 49″ est | « PA13000042 » | Classé         | 2002 2012            | Phare du Planier                                                     |
| Porte d'Aix                                                             | Place Jules-Guesde                                                         | 43° 18′ 07″ nord, 5° 22′ 29″ est | « PA00081370 » | Classé         | 1982                 | Porte d'Aix                                                          |
| Savonnerie du Fer-à-cheval                                              | 66 Chemin de Sainte-Marthe                                                 | 43° 19′ 17″ nord, 5° 23′ 28″ est | « PA13000089 » | Inscrit        | 2019                 | Image manquante Téléverser                                           |
| Statue de Monseigneur de Belsunce                                       | Esplanade de la Tourette                                                   | 43° 17′ 57″ nord, 5° 21′ 52″ est |                | Inscrit        | 2024                 | Statue de Monseigneur de Belsunce                                    |
| Théâtre antique                                                         | Rue des Martégales                                                         | 43° 17′ 47″ nord, 5° 21′ 53″ est | « PA00081371 » | Classé         | 1966                 | Théâtre antique                                                      |
| Tour des Trinitaires                                                    | Rue de la Vieille-Tour                                                     | 43° 18′ 02″ nord, 5° 22′ 07″ est | « PA00081372 » | Inscrit        | 1926                 | Tour des Trinitaires                                                 |
| Unité d'habitation Le Corbusier dite Cité radieuse                      | 280 boulevard Michelet                                                     | 43° 15′ 41″ nord, 5° 23′ 47″ est | « PA00081373 » | Classé         | 1986 1995            | Unité d'habitation Le Corbusier dite Cité radieuse                   |
| Vestiges archéologiques                                                 | Rue Henri-Barbusse                                                         | 43° 17′ 52″ nord, 5° 22′ 29″ est | « PA00081369 » | Classé         | 1916 1972            | Vestiges archéologiques                                              |
| Vestiges de l'oppidum des Baou de Saint-Marcel                          | Traverse de la Martine                                                     | 43° 17′ 57″ nord, 5° 28′ 01″ est | « PA00081510 » | Inscrit        | 1990                 | Vestiges de l'oppidum des Baou de Saint-Marcel                       |
| Vieille Charité (Chapelle et hospice)                                   | Rue de la Charité                                                          | 43° 18′ 02″ nord, 5° 22′ 05″ est | « PA00081331 » | Classé         | 1951                 | Vieille Charité(Chapelle et hospice)                                 |
| Villa La Palestine                                                      | 126 plage de l'Estaque                                                     | 43° 21′ 40″ nord, 5° 18′ 45″ est | « PA00125712 » | Inscrit        | 1993                 | Villa La Palestine                                                   |
| Villa Santa Lucia                                                       | 60, traverse Nicolas                                                       | 43° 16′ 28″ nord, 5° 21′ 49″ est | « PA13000078 » | inscrit        | 2015                 | Image manquante Téléverser                                           |
| Villa La Roseraie                                                       | 11, rue Pierre-Mouren                                                      | 43° 16′ 59″ nord, 5° 21′ 08″ est | « PA13000079 » | inscrit        | 2015                 | Image manquante Téléverser                                           |
| Villa Costa                                                             | 8, traverse du Vallon de l'Ortignes                                        | 43° 16′ 40″ nord, 5° 22′ 12″ est | « PA13000077 » | inscrit        | 2015                 | Image manquante Téléverser                                           |
| Villa Magalone                                                          | 245 boulevard Michelet                                                     | 43° 15′ 42″ nord, 5° 23′ 54″ est | « PA00081374 » | Inscrit        | 1948                 | Villa Magalone                                                       |